# Man of the Year
Man of the Year er en amerikansk dramakomediefilm fra 2006 instrueret og skrevet af Barry Levinson. Filmen har bl.a. Robin Williams, Laura Linney, Lewis Black og Jeff Goldblum på rollelisten.

## Medvirkende
- Robin Williams
- Christopher Walken
- Laura Linney
- Lewis Black
- Jeff Goldblum
- David Alpay
- Faith Daniels
- Tina Fey
- Amy Poehler
- Chris Matthews
- James Carville
- Rick Roberts
- Karen Hines
- Linda Kash